# Michael A'Hearn
Michael Francis A'Hearn (Wilmington, 17 novembre 1940 – Maryland, 29 maggio 2017) è stato un astronomo statunitense.
È stato anche professore di astronomia presso l'Università del Maryland College of Computer, Mathematical and Natural Sciences e ricercatore principale per la missione EPOXI della NASA.

## Carriera
Ha conseguito il Bachelor of Arts in scienze al Boston College e il dottorato di ricerca in astronomia presso l'Università del Wisconsin-Madison. Era l'investigatore principale per la missione Deep Impact della NASA. Ha collaborato allo sviluppo di sistemi per il rilevamento delle abbondanze nelle comete, nonché tecniche per determinare le dimensioni dei nuclei cometari che utilizza misurazioni ottiche e infrarosse.
I suoi studi si sono concentrati sulle comete e sugli asteroidi e ha supervisionato anche numerosi studenti laureati. Era un membro eletto dell'AAAS. È autore di oltre 100 articoli pubblicati su riviste ed è stato anche un appassionato marinaio detentore di licenza di guardia costiera commerciale.
Gli è stato intitolato l'asteroide della fascia principale 3192 A'Hearn, scoperto dall'astronomo americano Edward Bowell.
Nel 2008 ha ricevuto il Premio Gerard P. Kuiper. È morto il 29 maggio 2017 all'età di 76 anni.

## Onori

### Premi
- Medaglia al successo scientifico eccezionale della NASA (2006)
- Premio Gerard P. Kuiper (2008)
- Medaglia al successo scientifico eccezionale della NASA (2012)
- Gauß-Professur (2014)
- Medaglia per il servizio pubblico eccezionale della NASA (2017)

### Eponimo
- 3192 A'Hearn, un asteroide della fascia principale interna che prende il nome da A'Hearn